# Александър Устинов
Александър „Велики“ Устинов е професионален боксьор, майстор на бойни изкуства (кикбокс, муай-тай, смесени бойни изкуства).

## Биография
Роден е в с. Паутово, Петропавловски район, Алтайски край, Руска СФСР, има руско гражданство, състезава се и за Беларус.
В училище се занимава с футбол, хокей на лед и тенис на маса. След това служи в граничните войски и постъпва на служба в ОМОН (вътрешните войски), където работи между 1997 и 2001 г. Участва във Втората чеченска война, награден е с 2 държавни награди: медал „За заслуги пред Отечеството“ 2-ра степен и „Орден за мъжество“.

### Спортна кариера
По време на службата си Устинов се запознава в Новосибирск с треньора Владимир Задиранов, бивш шампион по кикбокс за професионалисти и сред основоположниците на беларуската школа по кикбокс и тайландски бокс; скоро започва да тренира под негово ръководство.
На 26 април 2012 г. печели свободната International Boxing Organization Inter-Continental титла в тежка категория срещу Джейсън Гавърн (Jason Gavern). Устинов играе срещу Кубрат Пулев на 29 септември 2012 г. в мач за претендент за световната титла, но губи за пръв път в професионалния бокс след 27 поредни победи.